# 가메오카 나쓰미
가메오카 나쓰미(일본어: 亀岡 夏美, 1991년 1월 5일 ~ )는 일본의 여자 축구 선수이다.

## 구단 경력
나데시코 리그의 도쿄 전력 마리제, 마시키 르네상스 구마모토, 고노미야 스페란자 오사카 다카쓰키, 버니즈 교토 SC, 오카야마 유노고 벨에서 활동했다.

## 국가대표팀 경력
그녀는 2008년 FIFA U-17 여자 월드컵에 참가할 일본 U-17 국가대표팀에 발탁되었으며, 3경기에 출전, 1득점을 넣었다.